# Byalal, Navalgund
Byalal là một làng thuộc tehsil Navalgund, huyện Dharwad, bang Karnataka, Ấn Độ.